# Pital (kommun)
Pital är en kommun i Colombia.   Den ligger i departementet Huila, i den centrala delen av landet, 300 km sydväst om huvudstaden Bogotá. Antalet invånare är 12 835.